# Antillostenochrus holguin
Espèce
Antillostenochrus holguin est une espèce de schizomides de la famille des Hubbardiidae.

## Distribution
Cette espèce est endémique de la province de Holguín à Cuba,. Elle se rencontre sur le Cerro Alto à Los Tibes.

## Description
Les mâles mesurent de 4,20 à 4,25 mm et la femelle paratype 4,35 mm.

## Publication originale
- Armas & Teruel, 2002 : Un género nuevo de Hubbardiidae (Arachnida: Schizomida) de las Antillas Mayores. Revista Ibérica de Aracnología, vol. 6, p. 45-52 (texte intégral).